# Follow Me Around
«Follow Me Around» és una cançó de la banda de rock britànica Radiohead, publicada en format de descàrrega digital l'1 de novembre de 2021 com a segon senzill de la compilació Kid A Mnesia.
La primera aparició de la cançó fou en el documental Meeting People is Easy, de l'any 1998. Thom Yorke la va interpretar ocasionalment en alguns concerts, fos en solitari, amb Radiohead o amb Atoms for Peace, el seu projecte en paral·lel de la banda. Alguns seguidors de Radiohead van començar a demanar la publicació de la cançó i fins i tot van crear un lloc web per aquest motiu. El dia anterior del seu llançament, Radiohead va pujar un vídeo d'una prova de so de Meeting People is Easy en el seu canal de YouTube.
La banda va publicar també un videoclip en la mateixa data de la publicació del senzill. El videoclip és protagonitzat per l'actor Guy Pearce, i fou dirigit pel duet Us, format per Chris Barrett i Luke Taylor.

## Llista de cançons
| Núm. | Títol              | Durada |
| ---- | ------------------ | ------ |
| 1.   | «Follow Me Around» | 5:19   |

## Crèdits
Radiohead
- Colin Greenwood
- Jonny Greenwood
- Ed O'Brien
- Philip Selway
- Thom Yorke

Personal addicional
- Nigel Godrich – producció, enginyeria, mescles
- Gerard Navarro – assistència de producció, assistència d'enginyeria
- Graeme Stewart – assistència d'enginyeria